# Amtsgericht Rheine

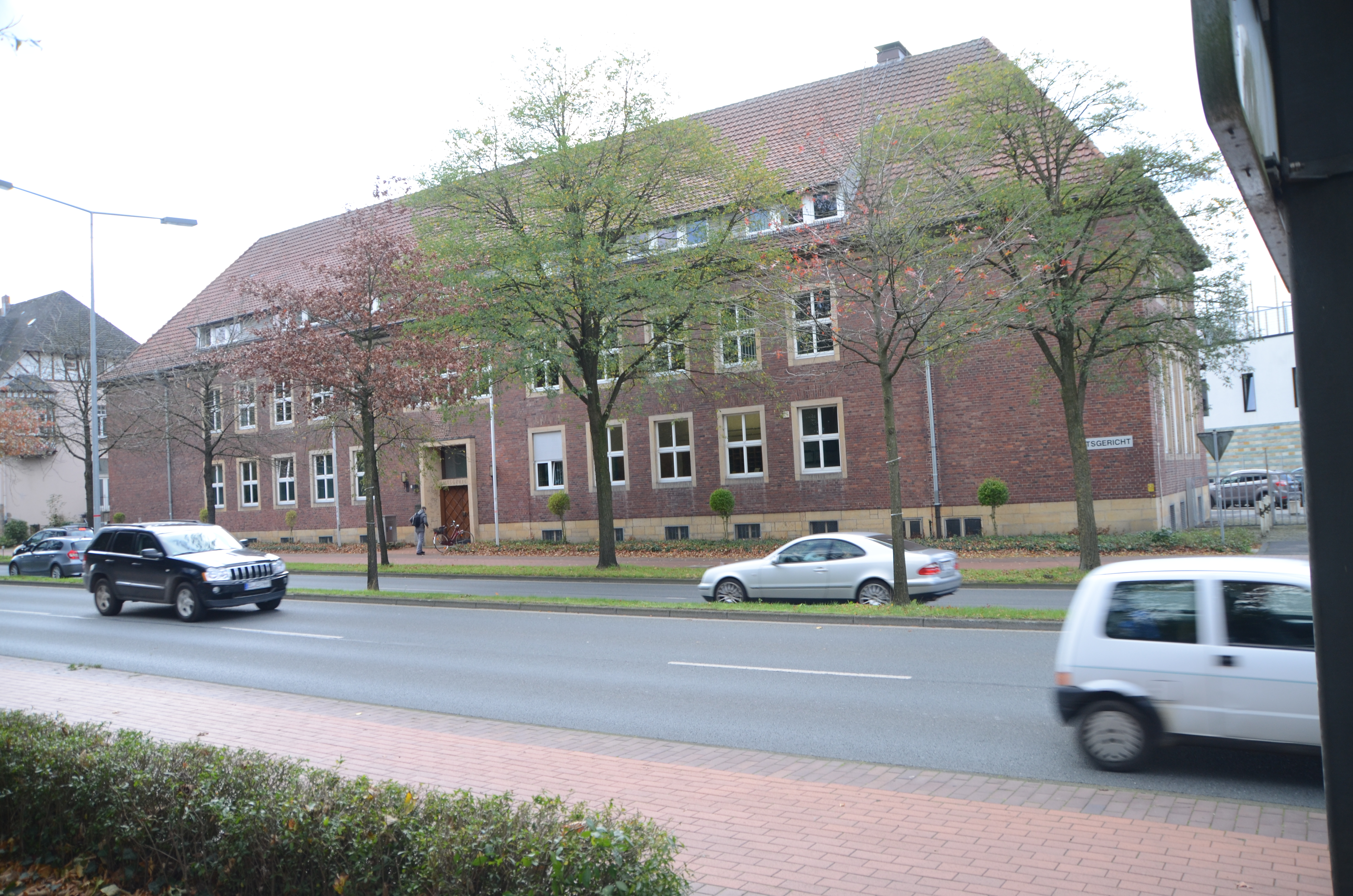
Gerichtsgebäude des Amtsgerichts Rheine

Rheine ist Sitz des Amtsgerichts Rheine, das für die Städte Emsdetten und Rheine sowie für die Gemeinde Neuenkirchen im Kreis Steinfurt zuständig ist. In dem 265 km² großen Gerichtsbezirk leben rund 126.000 Menschen.

## Übergeordnete Gerichte
Das dem Amtsgericht Rheine übergeordnete Landgericht ist das Landgericht Münster, das wiederum dem Oberlandesgericht Hamm untersteht.